# Реактор на гранульованому паливі
Реактор на гранульованому паливі (англ. Pebble-bed reactor) (PBR) — це конструкція ядерного реактора з газовим охолодженням із графітовим сповільнювачем. Це тип високотемпературного реактора (VHTR), один із шести класів ядерних реакторів в ініціативі IV покоління.

Ескіз реактора на гранульованому паливі.

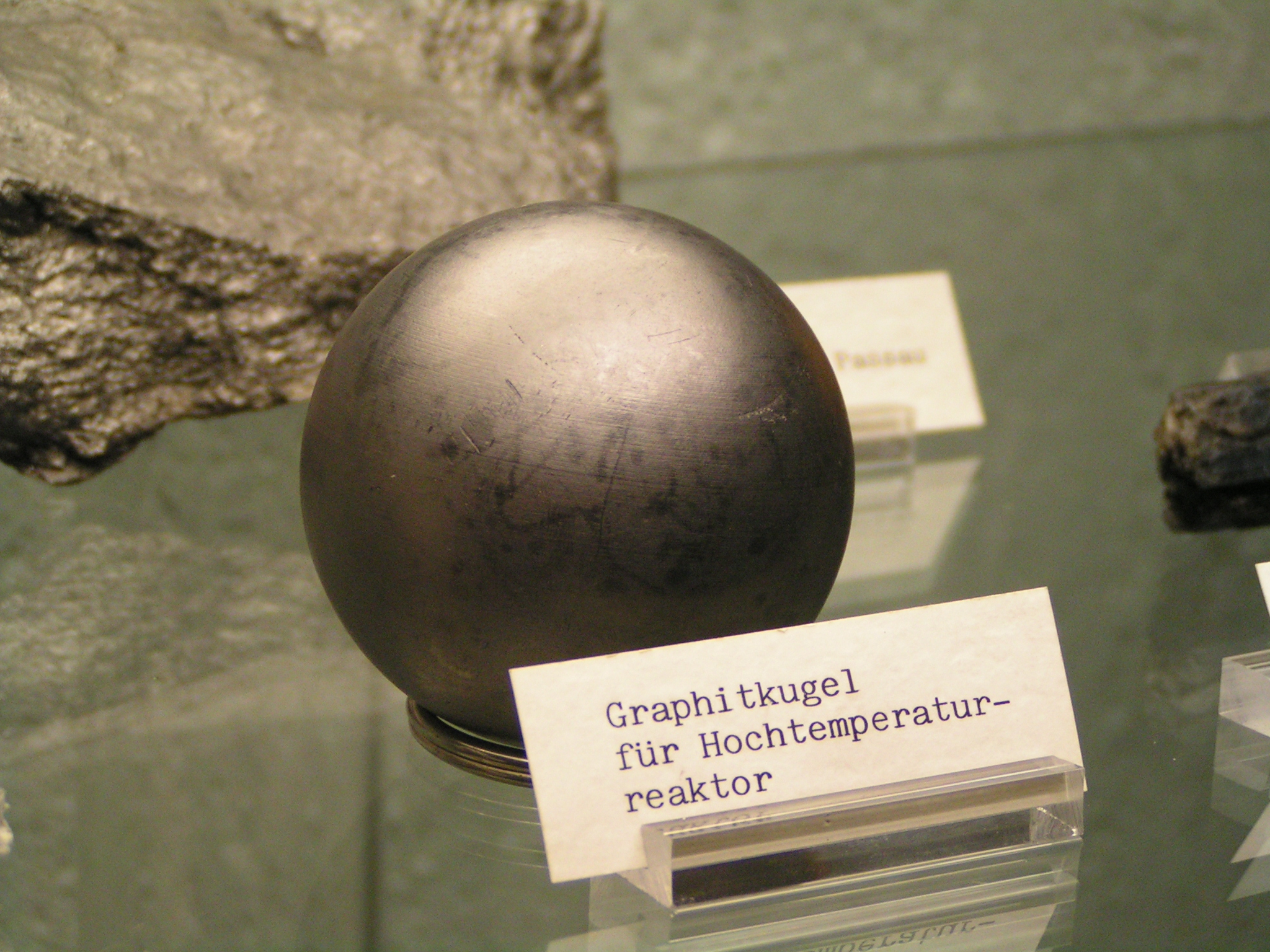
Паливна гранула

Основна конструкція реакторів на гранульованому паливі включає сферичні паливні елементи, які називаються гранулами. Ці гранули розміром із тенісний м’яч (приблизно 6,7 см., в діаметрі) виготовлені з піролітичних графіту (який діє як сповільнювач) і містять тисячі мікрочастинок палива, які називаються частинками TRISO. Ці паливні частинки TRISO складаються з матеріалу, що розщеплюється (наприклад, 235U), оточеного шаром керамічного покриття з карбіду кремнію для структурної цілісності та утримання продуктів поділу. У PBR тисячі гранул накопичуються для створення активної зони реактора та охолоджуються газом, таким як гелій, азот або вуглекислий газ, який не вступає в хімічну реакцію з паливними елементами. Інші теплоносії, такі як FLiBe (розплавлений фторид, літій, берилієва сіль)) також були запропоновані для використання в реакторах, що працюють на паливних гранулах. Тип реакторів вважаються пасивно безпечними.
Оскільки реактор розроблено для роботи з високими температурами, він може охолоджуватися за допомогою природної циркуляції та все ще працювати в аварійних режимах, які можуть підняти температуру реактора до 1 600 °C (2 910 °F). Завдяки своїй конструкції високі температури забезпечують більш високу теплову ефективність, ніж це можливо на традиційних атомних електростанціях (до 50%), і має додаткову особливість: гази не розчиняють забруднювачі та не поглинають нейтрони, як це робить вода, тому активна зона має менше шляхів витоку радіоактивних рідин.
Концепцію вперше запропонував Фаррінгтон Деніелс у 1940-х роках, кажуть, що її надихнув інноваційний дизайн пальника Бенгазі британськими військами пустелі під час Другої світової війни, але комерційна розробка відбулася лише в 1960-х роках у німецькому реакторі AVR Рудольфа Шультена. Ця система мала проблеми, і було прийнято політичні та економічні рішення про відмову від технології. Розробка AVR була ліцензована в Південній Африці як PBMR і в Китаї як HTR-10, останній наразі має єдину діючу таку конструкцію. У різних формах інші проекти розробляються Массачусетським технологічним інститутом, Університетом Каліфорнії в Берклі, General Atomics (США), голландською компанією Romawa BV, Adams Atomic Engines, Національною лабораторією Айдахо, X-energy і Kairos Power.

## Конструкція на гранульованому паливі
Електростанція з реактором на паливних гранулах поєднує в собі активну зону з газовим охолодженням і нову упаковку палива, що значно зменшує складність і підвищує безпеку.
Уранове, торієве або плутонієве ядерне паливо має форму кераміки (зазвичай оксидів або карбідів), що міститься в сферичних гранулах розміром трохи менших за тенісний м’яч і виготовлених з піролітичного графіту, який діє як первинний сповільнювач нейтронів. Конструкція гальки є відносно простою, кожна сфера складається з ядерного палива, бар’єру для продуктів поділу та сповільнювача (у традиційному водяному реакторі всі це різні частини). Просто складання достатньої кількості камінчиків у критичній геометрії дозволить отримати критичність.
Гранули утримуються в посудині, а інертний газ (такий як гелій, азот або вуглекислий газ) циркулює через простір між кульками палива, відводячи тепло від реактора. Реактори на гранульованому паливі потребують протипожежних засобів, щоб запобігти горінню графіту гранул в присутності повітря, якщо стінка реактора порушується, хоча займистість гранул спірна. В ідеалі нагрітий газ проходить безпосередньо через турбіну. Однак, якщо газ із теплоносія першого контуру може стати радіоактивним під дією нейтронів у реакторі, або якщо дефект палива все ще може забруднити обладнання для виробництва електроенергії, може використовуватись теплообмінник, де він нагріває інший газ або виробляє пару. Вихлопні гази турбіни досить теплі, і їх можна використовувати для обігріву будівель чи хімічних заводів або навіть для запуску іншого теплового двигуна.
Велика частина вартості звичайної атомної електростанції з водно-водяними ядерними реакторами пояснюється складністю системи охолодження. Ці системи є частиною загального дизайну безпеки, тому вимагають розширених систем безпеки та резервування. Реактор з водяним охолодженням, як правило, є незначною частиною будівництва у порівнянні з приєднаними до нього системами охолодження. Додаткові проблеми полягають у тому, що активна зона опромінює воду нейтронами, внаслідок чого вода та розчинені в ній домішки стають радіоактивними, а також те, що труби високого тиску на первинній стороні стають крихкими та потребують постійної перевірки та можливої заміни.
Всупереч класичним дизайнам, реактор на гранульованому паливі охолоджується газом, іноді при низькому тиску. Проміжки між гранулами виконують роль «трубопроводів» у серцевині. Оскільки в активній зоні немає фактичних трубопроводів, а охолоджуюча рідина не містить водню, крихкість не є причиною відмови. Інертний газ, наприклад, гелій, погано поглинає нейтрони або домішки. Тому, порівняно з водою, такий газ ефективніший, а вірогідність витоку радіоактивних речовин менша.

## Функції безпеки
Реактори з гранульованим паливом мають перевагу над звичайними легководними реакторами в тому, що працюють при більш високих температурах. Технічною перевагою є те, що деякі конструкції дроселюються температурою, а не керуючими стрижнями. Реактор може бути простішим, оскільки йому не потрібно добре працювати при змінних нейтронних профілях, спричинених частково витягнутими керуючими стрижнями. 
Реактори на гранульованому паливі також можуть використовувати паливні гранули, виготовлені з різних видів палива, в одній базовій конструкції реактора (хоча, можливо, не одночасно). Прихильники стверджують, що деякі типи реакторів на пеллетах мають можливість використовувати торій, плутоній і природний незбагачений уран, а також звичайний збагачений уран. Розробляється проект із створення гранул та реакторів, які використовують МОКС-паливо, яке змішує уран із плутонієм або з повторно оброблених паливних стрижнів, або знятої з експлуатації ядерної зброї.
У більшості стаціонарних конструкцій реакторів на гранулах заміна палива відбувається безперервно. Замість того, щоб зупинятися на кілька тижнів для заміни паливних стрижнів, гранули поміщають у реактор за допомогою бункера. Вони переробляються від низу до верху приблизно десять разів протягом кількох років і перевіряються кожного разу, коли їх виймають. Коли вони вигорають, їх відбирають в зону ядерних відходів і досипають нові гранули.
Коли температура ядерного палива підвищується, швидкий рух атомів у паливі викликає ефект, відомий як доплерівське розширення. Тоді паливо поглинає ширший діапазон відносних швидкостей нейтронів. Уран-238, який утворює основну масу урану в реакторі, швидше за все поглинає швидкі або епітеплові нейтрони при вищих температурах. Це зменшує кількість нейтронів, які можуть викликати поділ, і зменшує потужність реактора. Таким чином, доплерівське розширення створює негативний зворотний зв'язок: у міру підвищення температури палива потужність реактора зменшується. Усі реактори мають механізми зворотного зв’язку за реактивністю, але реактор на гранулах розроблено так, що цей ефект є дуже сильним. Це невід’ємно від конструкції і не залежить від будь-якого типу машин або рухомих частин. Якщо швидкість поділу збільшується, температура зросте, і відбудеться доплерівське розширення, що зменшить швидкість поділу. Цей негативний зворотний зв'язок створює пасивний контроль над процесом реакції.
Через це, а також через те, що реактор на гранулах розроблений для більш високих температур, реактор пасивно знизить потужність до безпечного рівня в разі аварії. Це основна характеристика пасивної безпеки реактора на паливних гранулах, і вона відрізняє конструкцію (як і більшість інших дуже високотемпературних реакторів) від звичайних легководних реакторів, які потребують активного контролю безпеки.
Реактор охолоджується інертним вогнетривким газом, тому в ньому не може бути парового вибуху, як у легководному реакторі. Теплоносій не має фазових переходів — він починає бути газом і залишається газом. Подібним чином сповільнювач є твердим вуглецем; вона не діє як теплоносій, не рухається і не має фазових переходів (тобто між рідиною та газом), як це робить легка вода в звичайних реакторах. Конвекція газу, викликаного теплом гранул, забезпечує пасивне охолодження.

### Стримування
Більшість конструкцій реакторів на гранулах містять багато підсилювальних рівнів утримання для запобігання контакту між радіоактивними матеріалами та біосферою:
1. Більшість реакторних систем укладені в захисну оболонку, призначену для захисту від падінь літаків і землетрусів.
2. Сам реактор зазвичай знаходиться в приміщенні з двометровими стінами з дверима, які можна зачинити, і камерами охолодження, які можна заповнити з будь-якого джерела води.
3. Корпус реактора зазвичай герметичний.
4. Кожна гранула у реакторі має розмір 60 міліметрів (2,4 дюйма), і являє собою порожнисту кулю з піролітичного графіту.
5. Зовнішній шар з вогнетривкого карбіду кремнію.
6. Паливо знаходиться у формі оксидів або карбідів металів.

Основним конструкційним матеріалом у цих кульках є піролітичний графіт. Він сублімується при 4000 °C, що більш ніж вдвічі перевищує розрахункову температуру більшості реакторів. Він дуже ефективно уповільнює нейтрони, є міцним, недорогим і має довгу історію використання в реакторах та інших застосуваннях з дуже високими температурами. Наприклад, піролітичний графіт також використовується, неармований, для виготовлення носових конусів ракет і великих твердотільних ракетних сопел. Його міцність і твердість походять від анізотропних кристалів вуглецю.

### Виробництво палива
Усі ядра осаджують із золь-гелю, потім промивають, сушать і прожарюють. Американські ядра використовують карбід урану, тоді як німецькі (AVR) ядра використовують діоксид урану. Вироблені в Німеччині паливні гранули виділяють приблизно на три порядки величини (у 1000 разів) менше радіоактивного газу, ніж еквіваленти в США, через різні методи виготовлення.

## Критика конструкції реактора

### Горючий графіт
Найпоширеніша критика реакторів на паливних гранулах полягає в тому, що упаковка палива в горючий графіт становить небезпеку. Під час горіння графіту паливний матеріал може бути винесений димом від вогню. Оскільки для спалювання графіту потрібен кисень, паливні ядра покриваються шаром карбіду кремнію, а реакційна ємність очищається від кисню. Хоча карбід кремнію міцний на стирання та стиснення, він не має такої ж міцності проти сил розширення та зсуву. Деякі продукти ділення, такі як ксенон-133, мають обмежене поглинання вуглецю, а деякі паливні ядра можуть накопичувати достатньо газу, щоб розірвати шар карбіду кремнію. Навіть тріснута гранула не горить без кисню, але її пошкодження може лишатися непоміченим місяцями, створюючи вікно вразливості.

### Контейнментна будівля
У деяких конструкціях реакторів із шаром гранул не вистачає захисної оболонки, що потенційно робить такі реактори більш уразливими до зовнішніх атак і дозволяє радіоактивному матеріалу поширюватися у разі вибуху. Однак нинішній акцент на безпеці реактора означає, що будь-яка нова конструкція матиме міцну залізобетонну конструкцію захисної оболонки.  Крім того, будь-який вибух, швидше за все, буде спричинений зовнішнім фактором, оскільки конструкція не страждає від парового вибуху - вразливості деяких реакторів з водяним охолодженням.[джерело?]

### Поводження з відходами
Оскільки паливо міститься в графітових гранулах, об’єм радіоактивних відходів набагато більший, але містить приблизно таку саму радіоактивність, якщо виміряти її в беккерелях на кіловат-годину. Відходи, як правило, менш небезпечні та прості в утилізації.[джерело?] Чинне законодавство США вимагає, щоб усі відходи містилися в безпечному місці, тому реактори з гальковим шаром посилять існуючі проблеми зберігання. Дефекти у виробництві пеллет також можуть викликати проблеми. Радіоактивні відходи потрібно або безпечно зберігати протягом багатьох поколінь, як правило, у глибоких геологічних сховищах,  або повторно переробляти, трансмутувати в іншому типі реактора або утилізувати за допомогою іншого альтернативного методу, який ще належить розробити. Графітові пеллети важче переробляти через її структуру,[джерело?], чого не можна сказати про паливо з інших типів реакторів.[джерело?]

### Аварія 1986 року
У Західній Німеччині в 1986 році сталася аварія, пов’язана із застряглими гранулами, які пошкодили елементи реактора, коли вони намагалися витягти їх з живильної труби (див. розділ THTR-300). Ця аварія призвела до викиду радіації в навколишню територію, і, ймовірно, була однією з причин закриття дослідницької програми урядом Західної Німеччини .[джерело?]

### Звіт за 2008 рік
У 2008 році доповідь про аспекти безпеки реактора AVR у Німеччині та деякі загальні характеристики реакторів з гальковим шаром привернули увагу. Позовні вимоги розглядаються. Основні моменти обговорення такі:
- Немає можливості розмістити стандартне вимірювальне обладнання в ядрі галькового шару, тобто активна зона = чорний ящик.
- Забруднення контуру охолодження металевими продуктами ділення (стронцію, цезію) через недостатню здатність гранул палива до утримання металевих продуктів ділення. Навіть сучасні паливні елементи недостатньо утримують стронцій і цезій.
- неправильні температури в ядрі (на 200 °C (360 °F) вище розрахункових значень).
- необхідність утримання тиску.
- невирішені проблеми з утворенням пилу через тертя гранул(пил діє як мобільний носій продуктів поділу, якщо продукти поділу виходять із частинок палива).

Райнер Мурманн, автор звіту, просить з міркувань безпеки обмежити середню температуру гарячого гелію до 800 °C (1 470 °F) мінус невизначеність температури ядра (яка на даний момент становить приблизно 200 °C (360 °F)).
Реактор з гранульним шаром має перевагу перед традиційними реакторами в тому, що гази не розчиняють забруднювачі та не поглинають нейтрони, як це робить вода, тому в активній зоні менше радіоактивних рідин. Однак, як згадувалося вище, галька створює частинки графіту, які можуть продувати через контур охолоджуючої рідини, що переносить продукти поділу, якщо продукти поділу виходять із частинок TRISO. 

## Історія
Перша пропозиція щодо такого типу реактора надійшла в 1947 році від проф. Доктор Фаррінгтон Деніелс з Оук-Ріджа, який також створив назву «реактор на паливних гранулах». Концепція дуже простого, дуже безпечного реактора з комерційним ядерним паливом була розроблена професором доктором Рудольфом Шультеном у 1950-х роках. Вирішальним проривом стала ідея об’єднати паливо, структуру, захисну оболонку та сповільнювач нейтронів у маленькій міцній сфері. Ця концепція була реалізована завдяки усвідомленню того, що сконструйовані форми карбіду кремнію та піролітичний вуглець були досить міцними навіть при температурах до 2 000 °C (3 630 °F). Природна геометрія щільно упакованих сфер забезпечує канали (проміжки між сферами) і відстань для активної зони реактора. Щоб зробити безпеку простою, активна зона має низьку щільність потужності, приблизно 1/30 щільності потужності легководного реактора.[джерело?]

### Німеччина

#### AVR

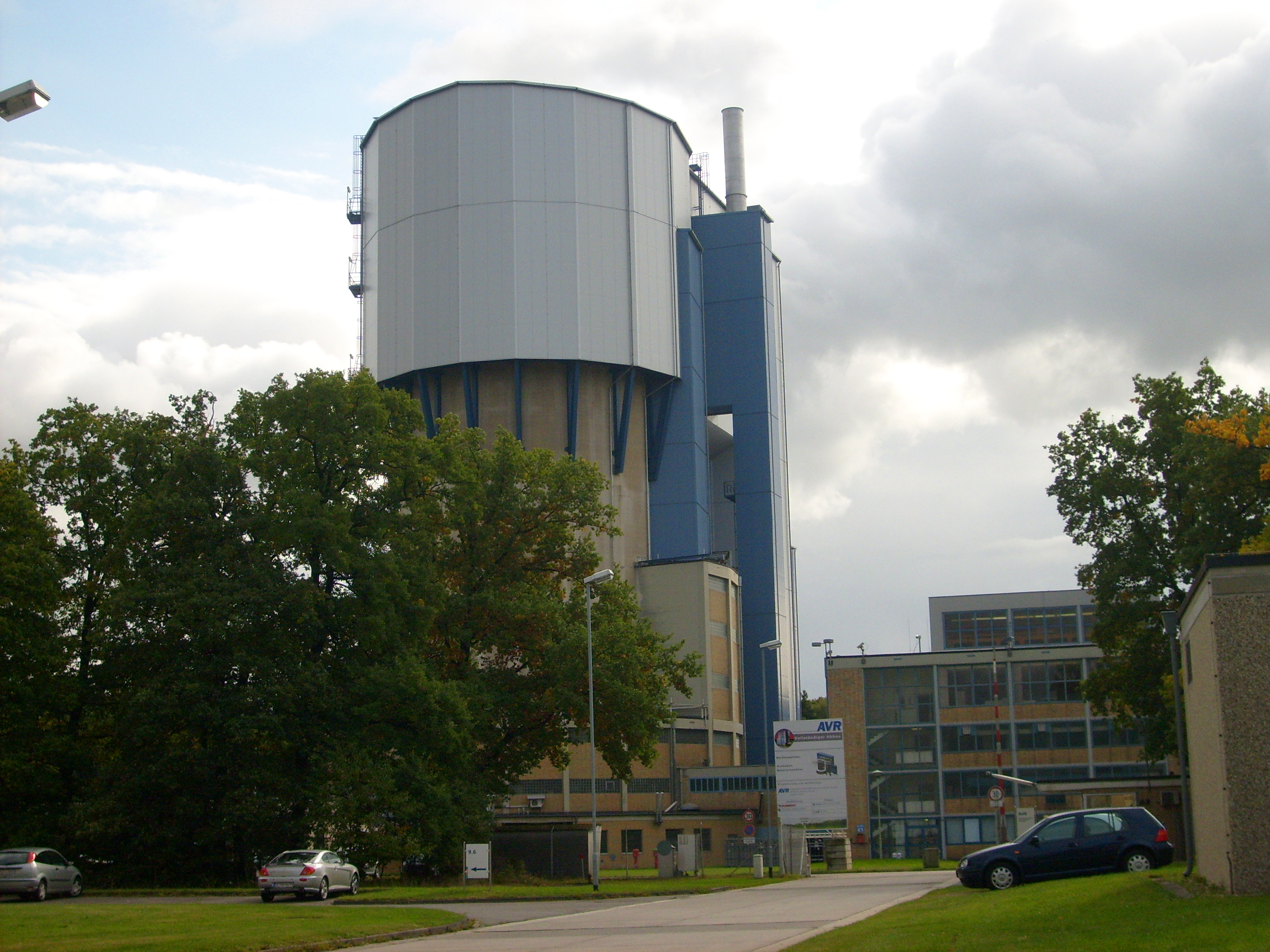
AVR в Німеччині.

Демонстраційний реактор потужністю 15 МВт, на Юліхській експериментальній АЕС, був побудований у дослідницькому центрі Юліха в Юліху, Західна Німеччина. Метою було отримати досвід експлуатації високотемпературного газоохолоджуваного реактора. Перший критична маса частин відбувся 26 серпня 1966 року. Об’єкт успішно пропрацював 21 рік і був виведений з експлуатації 1 грудня 1988 року під тискомЧорнобильської катастрофи та проблем з експлуатацією. Під час видалення тепловиділяючих елементів виявилося, що відбивач нейтронів під активною зоною з гранульним шаром під час роботи тріснув. У тріщині залишилося близько сотні паливних елементів. Під час цього дослідження також стало очевидним, що AVR є найбільш сильно забрудненою бета-випромінюванням (стронцій-90) ядерною установкою в усьому світі, і що це забруднення присутнє в найгіршій формі, у вигляді пилу.
У 1978 році AVR постраждав від аварії, пов’язаної з проникненням води/пари, обсягом 30 метричних тонн, що призвело до забруднення ґрунту та підземних вод стронцієм-90 і тритієм. Витік у парогенераторі, який спричинив цю аварію, ймовірно, був спричинений занадто високими температурами ядра (див. розділ критики). У липні 2010 року місцева влада оголосила повторну експертизу цієї аварії.
AVR спочатку був розроблений для розмноження урану-233 з торію-232. Торій-232 міститься в земній корі більш ніж у 100 разів більше, ніж уран-235 (що становить близько 0,72% природного урану), тому ефективний реактор-розмножувач торію вважається цінною технологією. Однак конструкція палива AVR утримувала уран-233 настільки добре, що трансмутоване паливо було нерентабельно звідти видобувати — дешевше було просто використовувати природні ізотопи урану.
У AVR використовувався гелієвий теплоносій. Гелій має низький нейтронний переріз. Оскільки поглинається невелика кількість нейтронів, теплоносій залишається менш радіоактивним. Це, на практиці, дозволяє направляти теплоносій першого контуру безпосередньо до турбін виробництва електроенергії. Незважаючи на те, що для виробництва електроенергії використовувався теплоносій першого контуру, повідомляється, що AVR піддав свій персонал менш ніж на 1/5 радіації, ніж типовий легководний реактор.
Локальна нестабільність температури палива, згадана вище в розділі критики, призвела до сильного забруднення всієї ємності цезієм-137 і стронцієм-90. Таким чином, корпус реактора було залито легким бетоном для фіксації радіоактивного пилу, і в 2012 році корпус реактора вагою 2 100 метричних тонн буде переміщено до проміжного сховища. На даний момент не існує методу демонтажу AVR, але планується розробити певну процедуру протягом наступних 60 років і почати розбирання активної зони в кінці століття. Тим часом, після транспортування конструкції AVR у проміжне сховище, корпуси реактора будуть демонтовані, а ґрунт і ґрунтові води знезаражені. Витрати на демонтаж АВР значно перевищать вартість його будівництва. У серпні 2010 року уряд Німеччини опублікував нову оцінку витрат на демонтаж AVR, однак без урахування демонтажу активної зони: тепер очікується сума в 600 мільйонів євро (750 мільйонів доларів США) (на 200 мільйонів євро більше, ніж у оцінці 2006 року), що відповідає 0,4 євро (0,55 доларів США) за кВт/год електроенергії, виробленої AVR. Врахування невирішеності проблеми демонтажу має збільшити загальну вартість демонтажу до понад 1 млрд євро. Витрати на будівництво AVR становили 115 мільйонів німецьких марок (1966), що відповідає вартості 2010 року в 180 мільйонів євро. Для демонтажу було зведено окрему захисну оболонку, як видно на зображенні AVR.

#### Торієвий високотемпературний реактор
На основі досвіду з AVR була побудована повномасштабна електростанція (торієвий високотемпературний реактор або THTR-300 потужністю 300 МВт), призначена для використання торію як палива. THTR-300 зазнав низки технічних проблем, і через ці та політичні події в Німеччині був закритий лише через чотири роки експлуатації. Однією з причин закриття стала аварія 4 травня 1986 року, лише через кілька днів після Чорнобильської катастрофи, з обмеженим викидом радіоактивних запасів у навколишнє середовище. Хоча радіологічний вплив цієї аварії залишився невеликим, він має велике значення для історії PBR. Викид радіоактивного пилу стався через людську помилку під час забивання пеллетами труби. Спроба відновити рух камінців шляхом збільшення потоку газу призвела до збурення пилу, завжди присутнього в PBR, який потім викидався, радіоактивний і невідфільтрований, у навколишнє середовище через помилково відкритий клапан.
Незважаючи на обмежену кількість викиду радіоактивності (0,1 ГБк кобальт, цезій, протактиній), була призначена комісія з розслідування. Нарешті було встановлено, що радіоактивність поблизу THTR-300 становить 25% від Чорнобиля та 75% від THTR-300. Усунення цієї незначної аварії завдало серйозної шкоди довірі до німецької спільноти атомної енергетики, яка втратила значну підтримку в Німеччині.

## Різні конструкції

### Китай
2004: Китай отримав ліцензію на німецьку технологію та розробив гальковий реактор для виробництва електроенергії. 10-мегаватний прототип називається HTR-10. Це звичайна конструкція, гелієва турбіна з гелієвим охолодженням. Китайці побудували наступника на 211 МВт одиниця брутто HTR-PM, який має два реактори по 250 МВт, і запустили його в 2021 році. Станом на  2021 розглядаються чотири місця для наступника HTR-PM600 із 6 реакторами.

### Південна Африка
У червні 2004 року було оголошено, що новий PBMR буде побудований у Koeberg, Південна Африка, Eskom, державною електричною компанією. Існує опозиція PBMR з боку таких груп, як Koeberg Alert і Earthlife Africa, остання з яких подала до суду на Eskom, щоб зупинити розробку проекту. У вересні 2009 року демонстраційна електростанція була відкладена на невизначений термін. У лютому 2010 року уряд Південної Африки припинив фінансування PBMR через відсутність клієнтів та інвесторів. PBMR Ltd. розпочала процедуру скорочення та заявила, що компанія має намір скоротити персонал на 75%.
17 вересня 2010 року міністр державних підприємств Південної Африки оголосив про закриття PBMR. Об’єкт тестування PBMR, ймовірно, буде виведено з експлуатації та переведено в «режим догляду та технічного обслуговування» для захисту інтелектуальної власності та активів. 

### Атомні двигуни Адамса
AAE припинила свою діяльність у грудні 2010 року. Їх базова конструкція була автономною, тому її можна було адаптувати до екстремальних умов, таких як космос, полярні та підводні середовища. Їхня конструкція передбачала, що азотний теплоносій проходить безпосередньо через звичайну газову турбіну низького тиску, і завдяки швидкій здатності турбіни змінювати швидкість, її можна використовувати в програмах, де замість вихідної потужності турбіни перетворюється на електроенергію., сама турбіна могла безпосередньо приводити в рух механічний пристрій, наприклад, гвинт на борту корабля. 
Як і всі високотемпературні конструкції, двигун AAE був би за своєю суттю безпечний, оскільки двигун природним чином вимикається через доплерівське розширення, припиняючи виділення тепла, якщо паливо в двигуні стає занадто гарячим у разі втрати охолоджуючої рідини або втрати потоку теплоносія.

### X-Energy
У січні 2016 року компанія X-energy отримала п’ятирічний приз Міністерства енергетики США щодо удосконаленої концепції розробки реактора на суму 53 мільйони доларів США для просування елементів розробки свого реактора. Реактор Xe-100 генеруватиме 200 МВт і приблизно 76 МВт. Стандартна «чотирьохкомпонентна» установка Xe-100 генерує приблизно 300 МВт електроенергії і розміститься лише на 13 акрах. Усі компоненти для Xe-100 будуть мобільними для транспортування та будуть встановлені, а не виготовлені на місці проекту, щоб спростити будівництво.